# Arrhinoceratops
Arrhinoceratops là một chi khủng long, được Parks mô tả khoa học năm 1925.